# Лонка (Сілезьке воєводство)
Лонка (пол. Łąka) — село в Польщі, у гміні Пщина Пщинського повіту Сілезького воєводства.
Населення — 2944 особи (2011).
У 1975-1998 роках село належало до Катовицького воєводства.

## Демографія
Демографічна структура станом на 31 березня 2011 року:
|          | Загалом | Допрацездатний вік | Працездатний вік | Постпрацездатний вік |
| -------- | ------- | ------------------ | ---------------- | -------------------- |
| Чоловіки | 1472    | 331                | 1008             | 133                  |
| Жінки    | 1472    | 288                | 920              | 264                  |
| Разом    | 2944    | 619                | 1928             | 397                  |